# Kellee Santiago
Kellee Santiago, född 1979 i Caracas, Venezuela,  är en venezuelansk-amerikansk datorspelsutvecklare och spelproducent. Hon är medgrundare av och tidigare chef på spelföretaget Thatgamecompany. Santiago föddes i Caracas i Venezuela och växte upp i Richmond, Virginia där hon spelade datorspel i tidig ålder och uppmuntrades av sin far att experimentera med datorer. Under studietiden på New York University deltog hon i experimentell teater och avsåg att fortsätta med det efter att ha tagit en master vid Interactive Media Program på University of Southern California. Samtidigt med studierna där blev hon emellertid involverad i speldesign och producerade Cloud, ett spel utvecklat av Jenova Chen och en studentgrupp. Framgången resulterade i att hon och Chen efter examen grundade Thatgamecompany, där hon blev chef för företaget.
Santiago producerade spelstudions första två spel, Flow och Flower, för att senare verka mer som chef under utvecklingen av Journey. Utöver jobbet på Thatgamecompany är Santiago en av personerna bakom  Indie Fund, en grupp som investerar i utvecklingen av indiespel. Santiago lämnade Thatgamecompany 2012 efter utgivningen av Journey. 2015 anställdes hon av Google Play Games.

## Biografi
Santiago växte upp i Richmond i Virginia.. Hon började tidigt spela datorspel tillsammans med sin yngre bror. Ett av de tidigaste spelen hon spelade var det textbaserade Sleuth, som hon beskrev som ”enkelt, men så effektivt och så suggestivt” i att frammana känslor hos spelaren. Hennes far, som var ingenjör, hade en dator i hemmet när hon var liten och uppmuntrade Santiago att experimentera med den. Hon flyttade till New York vid 18 års ålder för att studera vid Tisch School of the Arts på New York University, där hon medverkade i amatörteater. Hon fokuserade på att utveckla nya verk istället för att gestalta nya och drogs i synnerhet till att införliva interaktiv digital media i hennes verk. Hon tillskrev detta sin fars arbete som ingenjör och sina experiment med datorer, vilket fick henne att använda dem i sina framträdanden eftersom hon hade mer erfarenhet än de andra i sin grupp.
Hon flyttade till Los Angeles 2003 och studerade för att ta en master vid utbildningen Interactive Media Program på University of Southern California (USC). Hon avsåg att bli kvar inom teatern men när hon under sin andra termin läste om speldesignens historia, inspirerade detta henne till att fokusera på att studera speldesign istället. Kursen fick henne att inse ”hur mycket som inte hade blivit gjort” inom  kommunikation och uttryck i datorspel samt bristen på etablerad struktur och regler för hur spel bäst görs. Detta var något som tilltalade delen av henne som var intresserad av experimentell teater. Under utbildningstiden producerade hon det prisbelönade spelet Cloud, utvecklat av Jenova Chen och en grupp studenter, och jobbade också med andra datorspel, exempelvis webbläsarspelet Darfur is Dying.
Cloud var tänkt som ett experiment av studentgruppen för att se om de kunde skapa ett spel som ”uttryckte något annat än det datorspel hade gjort tidigare”, och för att stämma av graden av intresse hos spelvärlden för den sortens datorspel. Spelet laddades ned över 400 000 gånger under de första fyra månaderna efter dess utgivning, ”mer än varje person i varje teater [hon] någonsin jobbat med,” vilket övertygade Santiago om att stanna kvar i spelindustrin under obestämd tid. Mottagandet av spelet, som släpptes 2005, inspirerade henne och Chen till ett övervägande om att grunda ett eget företag för att fortsätta göra spel som Cloud efter utbildningen, där designen skulle baseras på de känslor de ville väcka snarare än spelmekanismer.

### Thatgamecompany

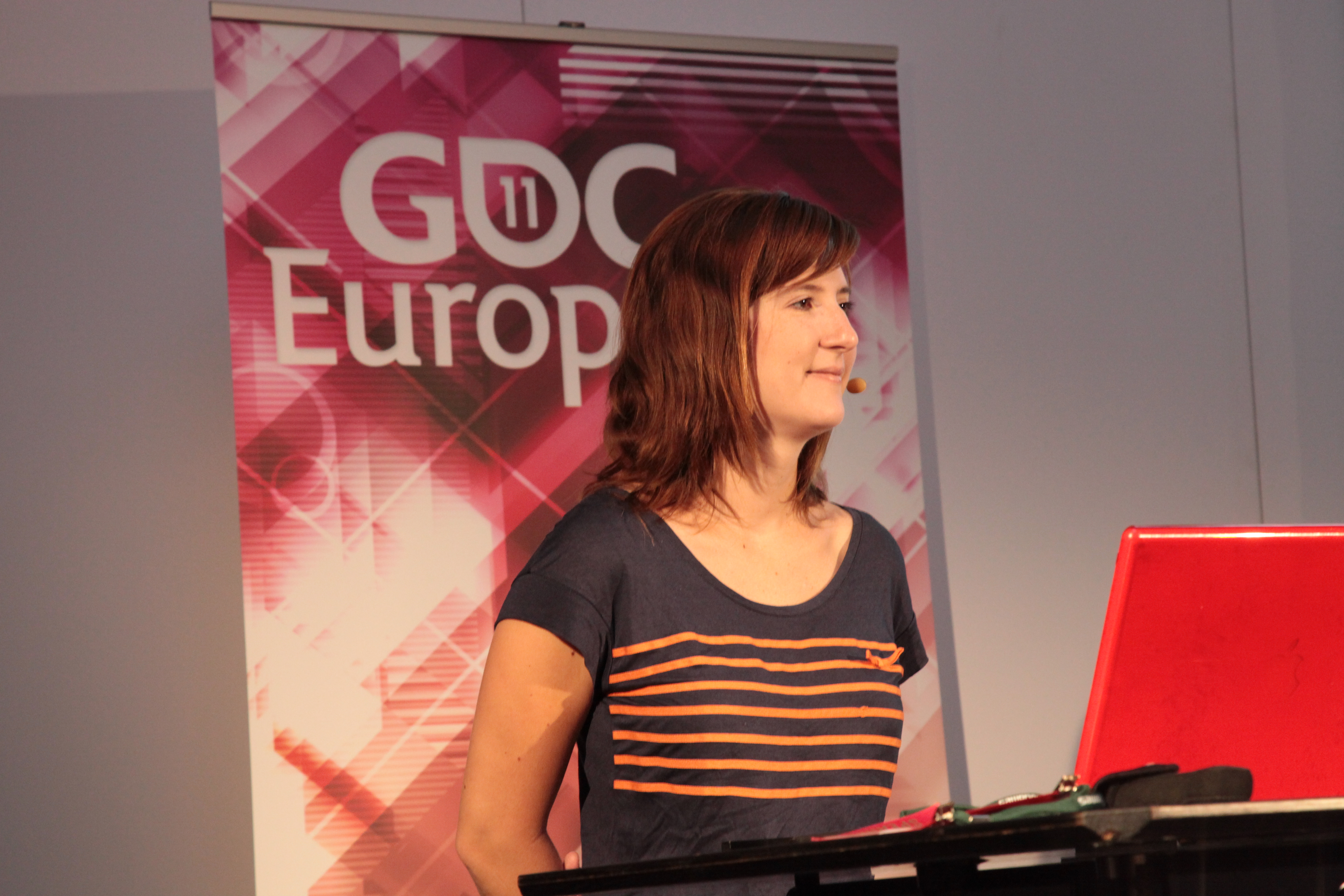
Kellee Santiago på Game Developers Conference 2011.

Efter examen grundade Santiago och Chen Thatgamecompany i maj 2006 och fick ett kontrakt med Sony Computer Entertainment för att utveckla tre spel till Playstation Network. Förutom rollen som chef för företaget fungerade hon också inledningsvis som producent för studion men hon var även inblandad i designen av spelen. Thatgamecompany's första spel blev Flow, ett koncept av ett spel som Chen hade gjort under tiden på USC, och som släpptes 2007. Spelet gjorde att studion blev erkänd som en nyckelspelare i utvecklingen av indiespel. 2008 beskrev webbplatsen Gamasutra studion som en av det årets "20 Breakthrough Developers", och betonade Santiagos nyckelroll. Thatgamecompany's andra spel och det första hela originalspelet för företaget blev Flower som utgavs 2009. Båda spelen  fick mycket beröm från recensenter och erhöll flera utmärkelser och höga försäljningssiffror. Till studions tredje spel, Journey anställde företaget Robin Hunicke som producent, något som gjorde det möjligt för Santiago att fokusera mer på ledningen av företaget som helhet. Journey  släpptes den 13 mars 2012. Två veckor senare, den 29 mars 2012, meddelade Santiago att hon skulle lämna Thatgamecompany. Hon specificerade inte sina framtida planer.
Under utvecklingen av Journey 2009 blev Santiago en av föredragshållarna på TED och föreläste på en konferens på USC. Hon diskuterade huruvida datorspel kunde betraktas som konst, vilket replikerades ett år senare av Roger Ebert. Santiago var en av personerna bakom Indie Fund, bildad 2010, en grupp som investerar i utvecklingen av indiespel. Hon har, både genom Indie Fund och genom Thatgamecompany, försökt stötta industrin för indiespelutvecklare genom att finansiera och sammankoppla oberoende spelutvecklare. I oktober 2010 gifte sig Santiago med Mike Stein, som hon träffade när de båda läste på USC. 2011 omnämndes hon som en av de 100 mest inflytelserika kvinnorna inom teknik av tidskriften Fast Company.
I mars 2013 började Santiago på Ouya för att leda utvecklingen. Hon blev också en del av Women in Games International i maj 2014. I oktober 2015, till följd av försäljningen och upplösningen av Ouya, lämnade Santiago företaget och anställdes på Google Play Games.